# Riccardo Lucca
Riccardo Lucca (Rovereto, 24 februari 1997) is een Italiaans wielrenner die als beroepsrenner reed voor Green Project-Bardiani-CSF-Faizanè. Hij is de broer van wielrenner Simone Lucca.

## Carrière
Als eerstejaars junior, in 2014, werd Lucca derde op het nationale kampioenschap tijdrijden, achter Filippo Ganna en Edoardo Affini. Een jaar later werd hij, op twintig seconden van winnaar Daniel Savini, tweede in het eindklassement van de Ronde van Lunigiana.
Tussen 2016 en 2022 won Lucca verschillende koersen in het Italiaanse amateurcircuit. Daarnaast werd hij onder meer zesde op het nationale kampioenschap tijdrijden in 2020 en won hij de Trofeo Alcide Degasperi in 2021. Aan het eind van 2021 nam hij deel aan onder meer de Ronde van Emilia en de eerste editie van de Veneto Classic. In 2022 maakte Lucca de overstap naar Work Service-Vitalcare-Dynatek. Namens die ploeg won hij in juni een etappe in de Adriatica Ionica Race, na op tien kilometer van de finish te zijn weggereden uit de kopgroep. In het eindklassement werd hij twaalfde, op acht minuten van winnaar Filippo Zana. Eind augustus van dat jaar werd bekend dat Lucca in 2023 de overstap zou maken naar Bardiani CSF Faizanè. Anderhalve week later won hij de derde etappe in de Ronde van Friuli-Venezia Giulia, met aankomst op de Zoncolan.

## Overwinningen
2021
Trofeo Alcide Degasperi
2022
4e etappe Adriatica Ionica Race
3e etappe Ronde van Friuli-Venezia Giulia
2025
Bergklassement Ronde van Szeklerland

## Resultaten in voornaamste wedstrijden
|      | \| Jaar \| Milaan-San Remo \| Ronde van Lombardije \| Strade Bianche \| \| ---- \| --------------- \| -------------------- \| -------------- \| \| 2023 \| 108e \| 115e \| 119e \| |                      |                |
| Jaar | Milaan-San Remo | Ronde van Lombardije | Strade Bianche |
| 2023 | 108e | 115e                 | 119e           |

## Ploegen
- 2020 –  General Store-Essegibi-F.lli Curia
- 2021 –  General Store-Essegibi-F.lli Curia
- 2021 –  Gazprom-RusVelo (stagiair vanaf 1 augustus)
- 2022 –  Work Service-Vitalcare-Dynatek
- 2023 –  Green Project-Bardiani-CSF-Faizanè
- 2024 –  VF Group-Bardiani CSF-Faizanè

Bojev · Canola · D. Cima · I. Cima · Kotsjetkov · Kreuziger · Koezmin · Koeznetsov · Nekrasov · Nytsj · Rikoenov · Rovny · Scaroni · Sjaloenov · Strachov · Tsjerkasov · Tsjernetski · Vacek · Velasco · Zakarin · Dversnes (stagiair) · Lucca (stagiair) · Lunder (stagiair)
Bonillo · Colnaghi · Conforti · Covili · El Gouzi · Fiorelli · Gabburo · Lucca · Magli · Marcellusi · Martinelli ·  Mulubrhan · Nieri · Paletti · Pellizzari · Petrucci (tot 9/2) · Pinarello · Rastelli · Santaromita · Scalco · Scott (tot 20/7) · Tarozzi · Tolio · Tonelli · Zanoncello · Zoccarato · Cadena (stagiair) · Cavallo (stagiair) · Rojas (stagiair)
Biagini · Colnaghi · Conforti · Covili · Fiorelli · Gabburo · Lucca · Magli · Marcellusi · Martinelli · Paletti · Pellizzari · Pinarello · Pinazzi · Pozzovivo (vanaf 25/2) · Rojas · Scalco · Tarozzi · Tolio · Tonelli · Turconi · Zanoncello · Zoccarato